# Fernando Zampedri
Fernando Matías Zampedri (Chajarí, 14 de fevereiro de 1988) é um futebolista profissional argentino que atua como atacante, atualmente defende o Universidad Católica.

## Carreira
Formado na base do Atlético Rafaela, Zampedri jogou por vários clubes da Argentina e também o Universidad Católica, da Chile.

### Universidad Católica
Depois de passar por Rosário Central, foi apresentado como um novo reforço da Universidad Católica. O acordo consistia em um empréstimo de 150 mil dólares com opção de compra de 1,5 milhão em junho de 2020 e 2 milhões no final da temporada. Em dezembro de 2020, a UC fechou um acordo com a Rosário Central para a compra de 100% de seu passe até dezembro de 2023, a operação girou em torno de 1,5 milhão de dólares.
Na temporada 2020, Universidad Católica conquistou da Campeonato Chileno 2020, sendo o artilheiro do referido campeonato com 20 gols em 32 partidas. Posteriormente foi campeão da Supercopa de Chile 2020. No final de 2021, Universidad Católica foi campeão da Supercopa de Chile 2021 em pênaltis, e mais tarde da instituição também foi coroada tetracampeã do torneio nacional, após vencer as edições 2018, 2019, 2020 e 2021. Zampedri foi artilheiro do campeonato 2021 com 23 gols em 29 partidas.

## Títulos
Rosario Central
- Copa Argentina: 2017-18

Universidad Católica
- Campeonato Chileno: 2020, 2021
- Supercopa do Chile: 2020, 2021

### Prêmios individuais
- Melhor artilheiro da Campeonato Chileno: 2020[5][6]
- Equipe ideal da Campeonato Chileno: 2020[7]
- Melhor artilheiro da Campeonato Chileno: 2021[8]

### Artilharias
- Torneo Argentino A 2013-14 (22 gols)
- Primera B Nacional 2015 (25 gols)
- Campeonato Chileno de Futebol de 2020 (20 gols)
- Campeonato Chileno de Futebol de 2021 (23 gols)